# Ansgar
Ansgar (født 801 i Amiens, død 865 i Bremen) også kaldt Nordens apostel, var en frankisk benediktinermunk, som forsøgte at gøre danerne kristne, da han rejste med Harald Klak til Danmark efter dennes dåb i Frankerriget.
Ansgars biografi, Vita Ansgarii, er skrevet af Rimbert, hans efterfølger som ærkebiskop. Ansgar var missionær og fra 849 ærkebiskop af Hamborg-Bremen, et ærkestift, som på den tid omfattede Norden. I bisperollen blev han en værdsat rådgiver for kong Horik 1. Han blev senere helgenkåret og havde sin helgendag den 3. februar.

## Liv og virke
Ansgar voksede op i benediktinerklosteret Corbie som en stilfærdig munk. Hans fromhed var farvet af syner og drømme om martyrkronen. Da klosteret Corvej blev oprettet ved Weser, blev Ansgar sendt derhen som forstander for klosterskolen. Han prædikede for de nyomvendte saksere på deres eget sprog. Da kejseren i 826 ønskede at sende en præst nordpå med Harald Klak for at undervise ham og hans folk i kristendommen, fulgte Angar og Autbert med til Sønderjylland, hvor de oprettede en lille skole for en halv snes trællefødte drenge, de havde købt og ville oplære til kirkens tjeneste. Harald Klak blev dog snart fordrevet, men Ansgar rejste i stedet til Sverige i 830. Undervejs blev skibet overfaldet af vikinger, men han slap i land og gik den lange vej til Birka i Mälaren, Sveriges vigtigste handelsplads.
Der lod adskillige sig døbe, deriblandt høvdingen Hergeir, som på sin egen grund byggede Nordens første kirke. Efter halvandet år vendte Ansgar sydpå til kejseren. Som hans støttepunkt for missionen i Norden blev der oprettet et bispedømme i Hamburg i 831. Det nye stifts sydgrænse var Elben. Ansgar rejste derefter til Rom, hvor han modtog palliet af paven. Sammen med Ebo blev han udnævnt til pavelig legat blandt svenskere, danskere og vender. I de følgende år virkede Ansgar i Hamburg, hvor han fik rejst en kirke og et kloster med skole for danske børn. Men byen blev overfaldet af kong Horik, og kirke og kloster nedbrændt, mens Ansgar og hans munke blev nødt til at flygte. Da bispestolen i Bremen kort efter blev ledig, blev Ansgar indsat med tilladelse til at forene det med ærkesædet i Hamburg. Efter en tid indgik kong Horik forlig med den tyske konge, og som mellemmand vandt Ansgar kong Horiks respekt, så han kunne genoptage missionen i Danmark. Vel ville kongen ikke døbes, men han tillod omkring år 848 opførelsen af den første danske kirke i Hedeby ved Slien.
Mange lod sig døbe, andre foretrak kun at "primsignes" (af latin prima signatio = det første tegn), dvs. mærkes med korsets tegn. De primsignede fik adgang til gudstjenesten og kunne omgås kristne uden at bryde med hedenskabet, som de døbte havde gjort. I Sverige blev Ansgars efterfølger, biskop Gauzbert, fordrevet af hedninger, så Ansgar måtte en tur tilbage til Birka, hvor han opnåede kongens og tingets tilladelse til videre missionering, at bygge en kirke og ansætte en præst. Ansgars sentimentale fromhed, der "ville tilbringe hele sit liv i sorg og tårer", har næppe sagt nordboerne noget. Men han blev respekteret fordi han "på alle måder søgte at være den blindes øje, den haltes fod og den fattiges far". I Bremen fik han opført et hospital for syge og fattige, han løskøbte fanger og skal have helbredt flere syge ved bøn.
Den første kirke i det nuværende Danmark blev bygget i Ribe. Ca. 855 fik Ansgar en grund i Ribe af kong Horik. Højst sandsynligt lå den på Ribelund bag Ribe Station, hvor arkæologerne har fundet kristne gravpladser fra ca. 900. (De døde blev begravet, så de så mod øst, når de stod op fra de døde, og de fik ingen gravgaver.)
Ansgar døde som ærkebisp i Bremen i 865. I Hamburg og Ribe står der en statue af Ansgar, og i Birka et stenkors til minde om ham.